# Блан-Саблон
Блан-Саблон (фр. Blanc-Sablon) — населённый пункт и муниципалитет в провинции Квебек, Канада. С населением 1122 жителя в 2021 году, это самая густонаселённая община в уездном муниципалитете.

## История

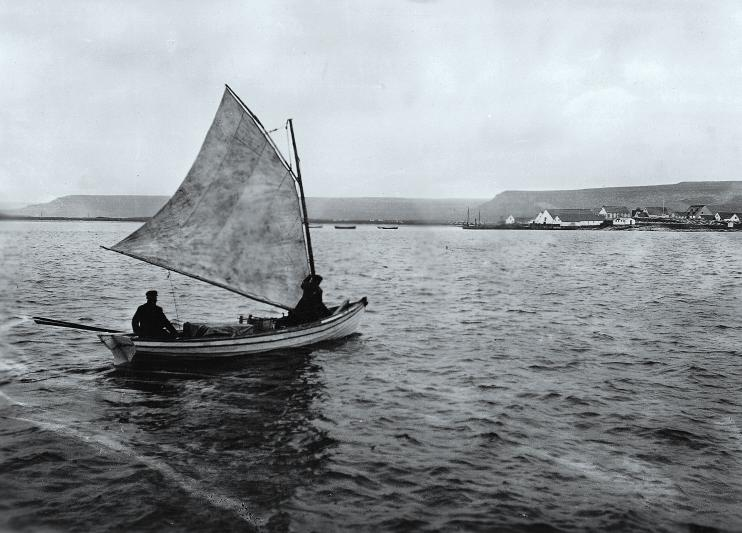
Блан Саблон 1908

Это место уже было известно ранним европейским исследователям, которые, возможно, назвали его в честь мелкого белого песка одноимённой бухты (blanc означает «белый», в то время как sablon — уменьшительная форма слова sable, означающего «песок»). Или он может быть назван в честь бухты Блан-Саблон в Сен-Мало, родном городе Жака Картье, который высадился в этом месте в 1534 году и установил крест недалеко от нынешнего места Лурд-де-Блан-Саблон
В течение 16-го и 17-го веков баскские и португальские рыбаки сезонно посещали этот район. В 1704 году Огюстен ле Гардёр де Куртеманш, в то время землевладелец нижнего Кот-Нора, построил форт Поншартрен на нынешнем месте Брадора. Постоянное поселение началось только в 19 веке с прибытием франкоканадцев, акадийцев и поселенцев Джерси. В 1858 году была основана миссия Лонг-Пуэнт-де-Блан-Саблон, которая в конце 19 века получила название Лурд-де-Блан-Саблон или Нотр-Дам-де-Лурд. В 1884 году открылось почтовое отделение
Район был впервые включен в 1963 году как часть муниципалитета Кот-Нор-дю-Гольф-дю-Сен-Лоран, но отделился 1 января 1990 года и стал муниципалитетом Блан-Саблон.
Пятьдесят гектаров земли в Блан-Саблоне были объявлены национальным историческим памятником Канады в 2007 году, поскольку на них находится более 60 археологических памятников, относящихся к 9000-летней истории заселения человеком, включая архаический, дорсетский и европейский периоды.

## География
Блан-Саблон расположен на северном побережье залива Святого Лаврентия недалеко от входа в пролив Белл-Айл. Два значительных залива, Брадор и Блан-Саблон, отмечают его берега, а на мысе, который разделяет эти заливы, доминирует Мон-Парент, холм с плоской вершиной высотой 100 м (330 футов), названный в честь Мартина Парента, местного рыбака в середине 19 века. Муниципалитет граничит с Кот-Нор-дю-Гольф-дю-Сен-Лоран на юго-западе и Л’Анс-о-Клер, Лабрадор, на северо-востоке.

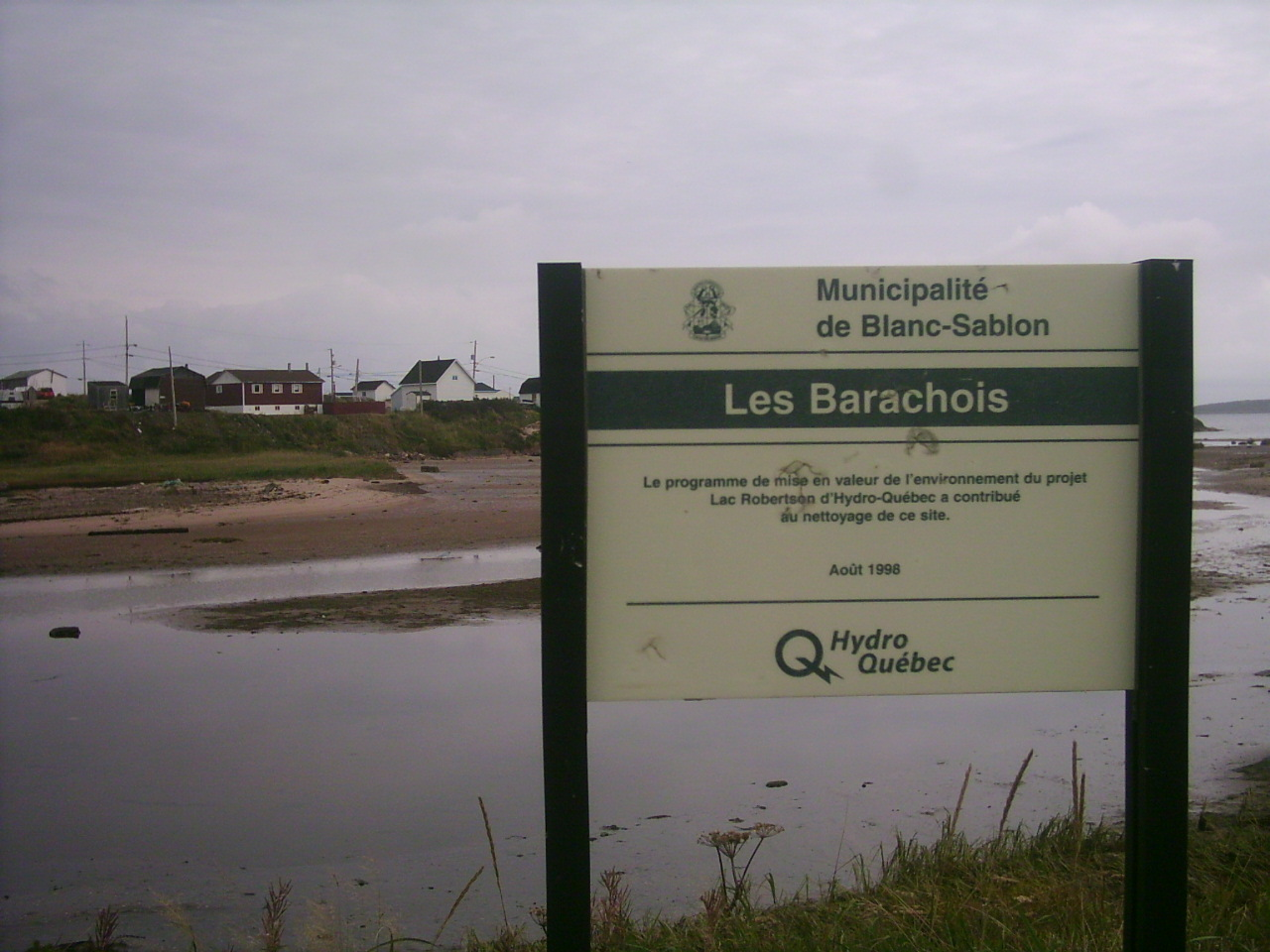
Барашуа» в Блан-Саблоне, в Квебеке

В устье рек Брадор и Блан-Саблон есть лагуна, обозначенная как барахуа, отделённая от моря песком или гравием. Морская вода поступает во время прилива.
Архипелаг Блан-Саблон расположен у берегов деревень Блан-Саблон и Брадор и включает в себя Лонг-Айленд, Ленивый остров, остров Бейсин, остров Попугаев, остров Вуд и Гринли, где находится птичий заповедник залива Брадор.
Муниципалитет Блан-Саблон имеет несколько земельных выступов в залив Святого Лаврентия; с востока на запад это мыс Сен-Шарль, мыс Мореля, мыс Ленивый, мыс Хантинг, мыс «А-ля Барк», мыс Кроу и мыс Джонс.

### Часовой пояс
Блан-Саблон расположен в Атлантическом часовом поясе (Atlantic Standard Time или AST). Смещение применимого времени относительно UTC составляет -04:00 В соответствии с применимым временем и долготой, средний солнечный полдень в Блан-Саблон наступает в 11:48. Блан Саблон — единственная деревня, где местное время совпадает с поясным.

### Климат
В Блан-Саблоне преобладает субарктический климат (классификация климата Кёппена Dfc). Здесь короткое, прохладное лето и очень длинная и снежная зима: среднее количество снега составляет 375,3 см. Хотя его широта составляет всего 51 градус северной широты, а его климат смягчается Атлантическим океаном он испытывает гораздо более холодный климат, чем другие места на той же широте, из-за холодного Лабрадорского течения. Например, в Лондоне, Англия, на той же широте, среднегодовая температура почти на 10 °C) мягче, а в Калгари, несмотря на то, что он находится на высоте около 1050 м над уровнем моря, всё ещё почти на 4 °C теплее, несмотря на зарегистрированные экстремальные минимумы примерно на 11 °C холоднее.
| Показатель | Янв.  | Фев.  | Март  | Апр. | Май   | Июнь | Июль | Авг. | Сен.  | Окт.  | Нояб. | Дек.  | Год   |
| --- | ----- | ----- | ----- | ---- | ----- | ---- | ---- | ---- | ----- | ----- | ----- | ----- | ----- |
| Абсолютный максимум, °C | 9,1   | 8,3   | 8,2   | 18,6 | 25,0  | 27,1 | 27,1 | 28,1 | 24,7  | 21,0  | 16,2  | 11,0  | 28,1  |
| Средний суточный максимум, °C | −7,1  | −7    | −2,8  | 2,0  | 7,8   | 12,5 | 16,0 | 17,1 | 13,3  | 7,7   | 2,3   | −3,1  | 5,0   |
| Средняя температура, °C | −11,8 | −11,5 | −6,9  | −1,4 | 3,8   | 8,5  | 12,1 | 13,5 | 9,4   | 4,4   | −1,1  | −7    | 1,0   |
| Средний суточный минимум, °C | −16,6 | −16   | −11   | −4,8 | −0,3  | 4,4  | 8,6  | 9,6  | 5,5   | 1,0   | −4,5  | −11   | −3    |
| Абсолютный минимум, °C | −32,3 | −34,1 | −32,5 | −23  | −11,1 | −3,6 | 0,0  | 0,9  | −4,8  | −10,4 | −18,9 | −30,2 | −34,1 |
| Норма осадков, мм | 76,5  | 81,2  | 91,2  | 53,2 | 67,0  | 78,3 | 94,0 | 91,2 | 101,8 | 85,0  | 83,8  | 98,4  | 644,2 |
| Источник: Министерство окружающей среды Канады https://climate.weather.gc.ca/climate_normals/results_1991_2020_e.html?searchType=stnProv&lstProvince=QC&txtCentralLatMin=0&txtCentralLatSec=0&txtCentralLongMin=0&txtCentralLongSec=0&stnID=118000000&dispBack=0 |       |       |       |      |       |      |      |      |       |       |       |       |       |

### Сообщества
В состав муниципалитета входят три деревни: Блан-Саблон, Лурд-де-Блан-Саблон и Брадор-Бей.

#### Блан-Саблон
Блан-Саблон расположен примерно в километре к востоку от Лурд-де-Блан-Саблон, прямо на берегу залива Блан-Саблон. В 2016 году его население составляло 116 человек. В посёлке находятся пристань и паромная переправа в Сент-Барб, Ньюфаундленд и Лабрадор.

#### Лурд-де-Блан-Саблон
Коренные народы, викинги, баски, бретонцы, англичане и акадийцы в разное время посещали эту важную деревню на полуострове Квебек-Лабрадор. Лурд-де-Блан-Саблон (51°24′41″ с. ш. 57°12′11″ з. д.) крупнейший населённый пункт в муниципалитете, расположенный на мысе, отделяющем залив Брадор от залива Блан-Саблон. До начала XX века он был известен как Лонг-Пойнт (Длинный мыс). Здесь есть небольшая естественная гавань, и долгое время город зависел от рыболовного промысла.

#### Брадор
Брадор или Брадор - Бей  (51°27′40″ с. ш. 57°14′44″ з. д.) находится на восточном берегу одноимённого залива, в 7 км  к северу от деревни Лурд-де-Блан-Саблон. В XVIII веке он был известен как форт Пончартрейн и залив Филипо, а его нынешнее название — сокращённая форма от «Лабрадор». Во французском языке слог la является определённым артиклем, и в документах XVII и XVIII веков этот слог рассматривался как таковой и отделялся от остальной части названия. Франсуа Мартель де Брюа, королевский наместник в этом регионе с 1714 по 1760 год, называл это место так: «В заливе Филипо, на побережье Брадора» («В заливе Филипо, на побережье Брадора»)

## Демография

### Язык
Французский 100 %, Английский 50 %

## Транспортировка

### Выход к морю

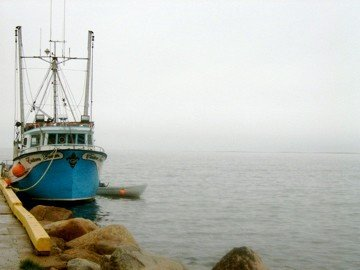
Рыбацкая лодка, гавань Блан-Саблон

Находясь на восточной оконечности региона Квебек Кот-Нор, Блан-Саблон обслуживается Bella Desgagnés  пассажирско-грузовым судном, совершающим рейсы из устья реки Святого Лаврентия в залив Святого Лаврентия и пролив Бель-Айл, соединяющимся с прибрежными населёнными пунктами Римуски, Септ-Иль, Порт-Менье (остров Антикости), Гавр-Сен-Пьер, Наташкуан, Кегаска, Ла-Ромэн, Харрингтон-Харбор, Тет-а-ла-Балейн, Ла Табатьер, Сент-Огюстен и Блан-Саблон. Эта услуга финансируется правительством Квебека.
Основная цель паромного сообщения — восполнить 425-километровый разрыв на трассе 138, которая остаётся незастроенной между Кегашкой и Старым фортом (в Бон-Эсперанс).
Блан-Саблон также является северной конечной точкой паромного сообщения через пролив Бель-Иль с островом Ньюфаундленд, в основном служащего для связи с близлежащим Лабрадором. Этот паромный маршрут протяженностью 28 км , обслуживаемый судном Roll-on/roll-off MV Qajaq W, полностью финансируется правительством Ньюфаундленда и Лабрадора и соединяется с южной конечной точкой в Сент-Барбе на Большом Северном полуострове острова Ньюфаундленд. В зимние месяцы из-за ледовой обстановки маршрут иногда приходится менять на Корнер-Брук вместо Сент-Барбе..

Порты залива Святого Лаврентия, на Кот-Нор, Берег: Блан-Саблон, Харрингтон - Харбор, Наташкван, Гавр-Сен-Пьер, Минган, Порт-Менье (Остров Антикости), Кап-о-Мёль (Острова Мадлен).

Морская инфраструктура и паромы
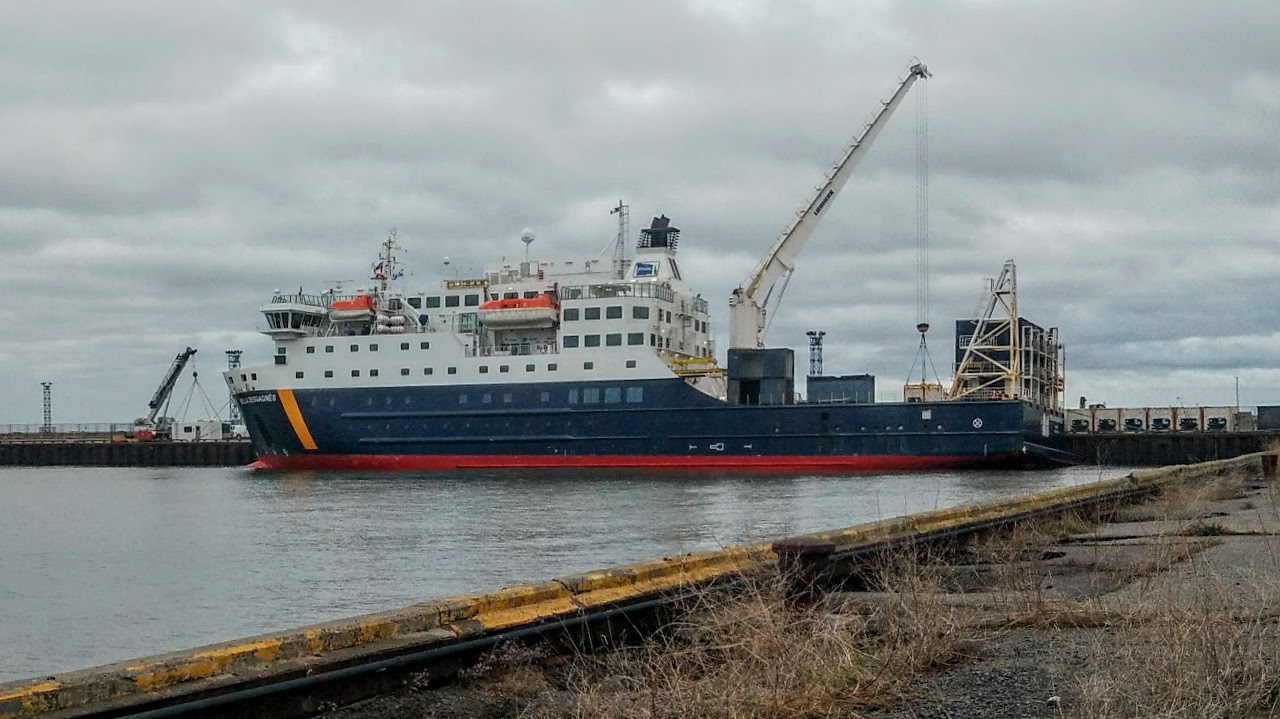
Моторное судно Bella-Desgagnes[11] загружено в Римуски-Эст, порт, устье реки Святого Лаврентия, Квебек
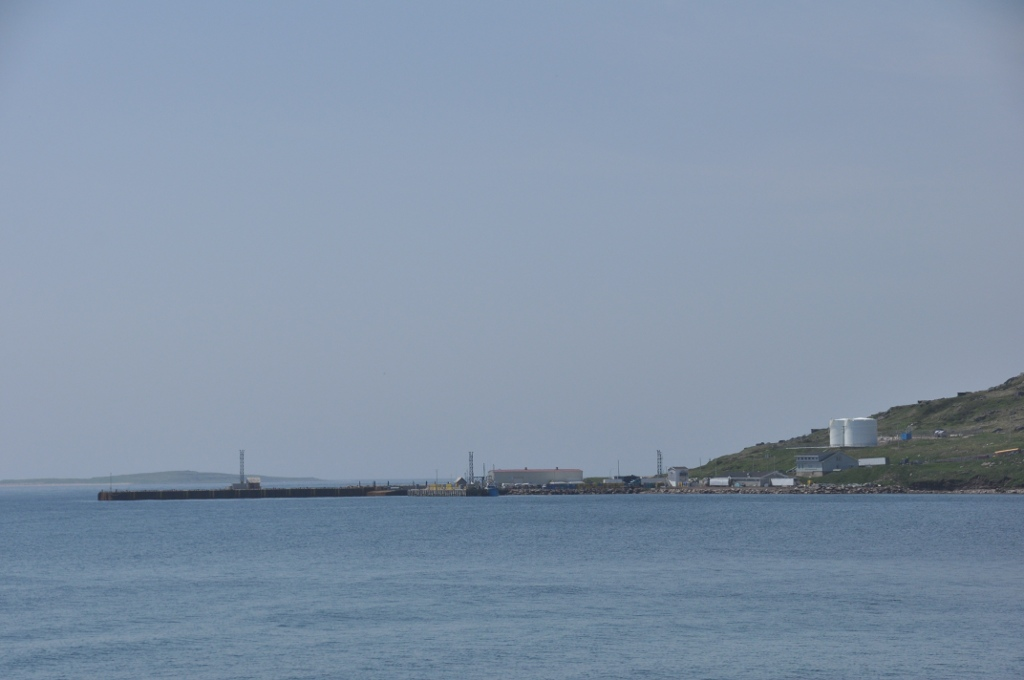
Паромный терминал Блан-Саблон,[18]  залив Блан-Саблон, пролив Бель-Иль, Квебек
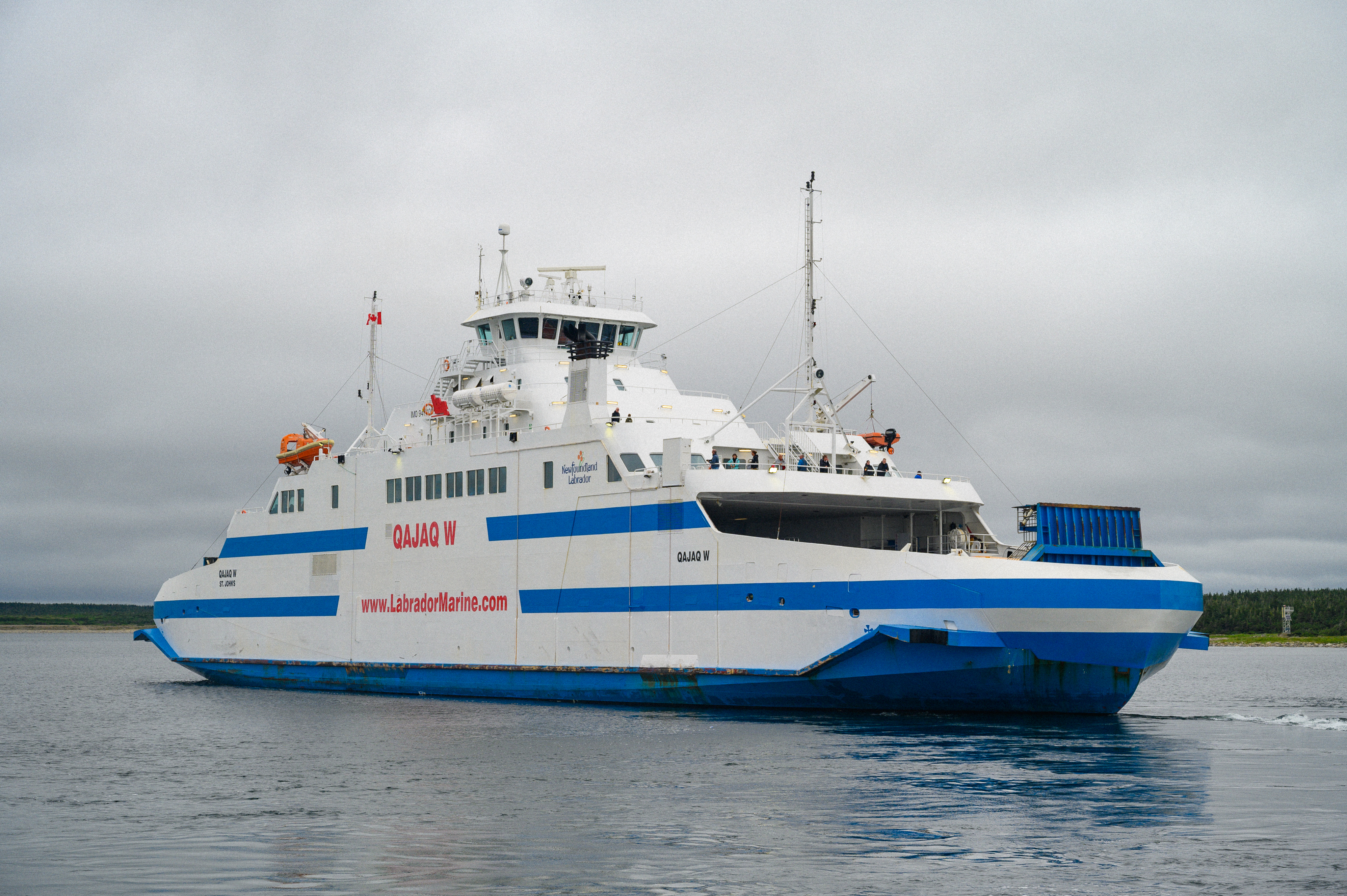
Судно Labrador Marine Roll-on/roll-off с грузом, QAJAQ W, покидает терминал в Сент-Барбе,[18] пролив Белл-Айл, Ньюфаундленд

### Подъездная дорога
В настоящее время до Блан-Саблона невозможно добраться напрямую по остальной части дорожной сети Квебека. С запада трасса 138 доходит до деревни Кегашка, затем после 425-километрового  отрезка начинается 69-километровый участок, который продолжается до деревни Олд-Форт и заканчивается на границе с Лабрадором возле Л’Анс-о-Клер, где переходит в Транслабрадорское шоссе (трасса 510). Чтобы добраться до остальной части Квебека из Блан-Саблона, путешественник может сесть на паром Relais Nordik (не для автомобилей, но можно разместить машины в грузовых контейнерах) или проехать по шоссе 510 через Лабрадор примерно 1130 км, чтобы вернуться в Квебек в городе Фермонт; затем 560 км  по шоссе 389 от Фермонта до Бей-Комо, проезжая к востоку от водохранилища Манигуаган. Оттуда шоссе 138 ведёт на запад к таким населённым пунктам, как Квебек-Сити или Монреаль. Расстояние по северному маршруту (между Бей-Комо и Блан-Саблон) составляет 1722 км. После завершения строительства трассы 138 расстояние между Бай-Комо и Блан-Саблоном составит от 1045 км до 1067 км, что сократит его примерно на 38%.
Правительство Квебека ежегодно планирует, инвестирует и работает над тем, чтобы соединить Квебек с Лабрадором через Блан-Саблон после завершения строительства шоссе 138.

### Аэропорт
Аэропорт Лурд-де-Блан-Саблон обеспечивает регулярное авиасообщение с Блан-Саблоном.

## Образование
Centre de services scolaire du Littoral действует:
Школа Mgr-Scheffer (англоязычная и франкоязычная) в Лурд-де-Блан-Саблон
Школа Святой Терезы (для взрослых) в Блан-Саблоне